# Christian Homann Schweigaard
Christian Homann Schweigaard (Oslo, 1838 – Oslo, 1899) è stato un politico norvegese.
Fu primo ministro della Norvegia per un breve periodo nel 1884.